# 平方米
平方公尺，又稱為「平方公尺」（符號為m2、㎡）是面積的公制單位，其定義是「在一平面上，邊長為一公尺的正方形之面積」。中國大陆在表示房间面积等时又常简称为“平米”或“平”。

## 單位轉換
| 1平方公尺（1m²）等於： - 0.000001km² - 10000cm² - 0.0001公頃 - 0.01公畝 - 0.0002471英畝（约等）或 78,125/316,160,658英畝（精确） - 1.196平方碼（约等）或 1,562,500/1,306,449平方碼（精确） - 10.7639平方英尺（约等）或 1,562,500/145,161平方英尺（精确） - 1550平方英寸（约等）或 25,000,000/16,129平方英寸（精确） - 0.3025坪（精确） - 0.00010031786225甲 | （1km²=1000000m²） （1cm²=0.0001m²） （1公頃=10000m²） （1公畝=100m²） （1英畝≈4046.86m²）（约等）或 316,160,658/78,125m²（精确） （1平方碼=0.836 127 36m²）（精确） （1平方英尺=0.092 903 04m²）（精确） （1平方英寸=0.000 645 16m²）（精确） （1坪≈3.3058m²）（约等）或 400/121m²（精确） （1甲=9969.17m²） |

## 参看
- 国际单位 - 长度单位 - 时间长度比较 - 数量级 - 单位转换
- 平方千米 - 公頃 - 公畝 - 平方公尺 - 平方厘米 - 平方毫米